# Медаља Плаве дивизије
Медаља Плаве дивизији (немачки Tapferkeits- und Erinnerungsmedaille der Spanischen "Blauen Division") је био војни орден који су добијали шпански добровољци у Вермахту а борили се углавном против Црвене армије на Источном фронту.
Мадеља је установљена 3. јануара 1944. године, и била је додељевана припадницима 250. пешадијске дивизије, који су се на Источном фронту борили између јуна 1941. и октобра 1943. године. Јединица је била састављена претежно од шпанских добровољаца, међу којима је било много ветерана из Шпанског грађанског рата. Са тим добровољцима се генерал Франсиско Франко на неки начин захвалио Хитлеру за помоћ Легије Кондор, са којом је Хитлер помогао шпанским националистима у грађанском рату, и тиме је Франко задржао Шпанију неутралну.
Дивизија је добила популарно име "Плава дивизија" по плавим мајцама које су носили Франкови фалангисти, па је по том називу и медаља добила име.

## Израда, изглед и материјал
Медаље је у највећем обиму израђивало предузеће Deschler & Sohn из Минхена, а одређени број је израђен и у Шпанији, али слабијег квалитета. Медаља је израђена од позлаћеног цинка, а боју за њу је произодило предузеће Herbig - Haarhaus из Келн-Бикендорфа. Боја се након наношења доста хабала, тако да је доста примерака у природној боји.
На предњој страни округле медаље, која је била 32 mm у пречнику и имала 1 mm благо издигнут руб, на врху се налазио немачки шлем а под њим хоризонтално постављен мач, на коме су били један до другог два штита. Један са знаком Вермахта а други са знаком Франкових фашиста. Под штитовима се налазила свастика окружена ловоровим лишћем. На задњој страни је био натпис DIVISION ESPAÑOLA DE VOLONTARIOS EN RUSIA, а под њим се налазио на ловоровом лишћу гвоздени крст I степена, са траком у облику "V". Медаља је висила на 3 cm широкој траци, која је имала на средини 3 mm златну црту на 18 mm широкој црвеној подлози, а на рубовима, са обе стране је била 2 mm широка бела и 4 mm широка црна црта. Трака је била за медаљу причвршћена са знаком, на коме је био - у немачкој произведени примерци, утиснут број 1, ознака произвођача Deschler & Sohn. 
Медаља се обично додељивала у коверти без боје, на којој је у готици било написамо у пет редова ERINNERUNGSMEDAILLE FÜR DIE SPANISHEN FREIWILLINGEN IM KAMPF GEGEN DEM BOLSCHEWISMUS. Ређе су је додељивали у браон кутијама, завијеним у бео папир. У оба случаја трака је одвојена од медаље.